# Gabriele da Barletta
Gabriele da Barletta (Barletta, prima metà del XV secolo – dopo il 1480) è stato un predicatore e oratore italiano dell'Ordine domenicano.
La sua fama fu tale da far sorgere l'adagio: «Nescit predicare qui nescit barlettare» (Non sa predicare chi non sa "barlettare")

## Biografia
Gabriele de Brunis de Barletta (o de Barulo) fu un noto predicatore dell'Ordine domenicano, attivo nell'Italia centro-settentrionale del XV secolo. Egli è rimasto noto per essersi dimostrato capace di predicare miscelando abilmente latino e volgare e di dare vita ad una comunicazione di straordinaria efficacia.
Fu diacono a Firenze, studente a Perugia e a Siena; si laureò nel 1472 all'Università di Parma.
Fu maestro di teologia all'Università di Parma, priore del convento di Santo Spirito di Siena, poi al convento di san Cataldo di Rimini. Thomas Kaeppeli, il più autorevole biografo dell'Ordine domenicano, lo definisce “insigne predicatore della parola di Dio”.
La data di morte è comunemente ritenuta posteriore al 1480.

## Opere
Per quanto riguarda le opere, sappiamo che scrisse i Sermones quadragesimales et de sanctis (in tutto 87 sermoni) la cui pubblicazione si è moltiplicata per tutto il Cinquecento, a dimostrazione di una grande efficacia dell'opera di Gabriele.
La Biblioteca comunale “Sabino Loffredo” di Barletta possiede una delle edizioni più antiche: in incunabolo risalente al 1497 pubblicato a Brescia.
Nell'epoca di Gabriele, il sermone era occasione di edificazione morale e religiosa, ma anche il luogo propizio per la trasmissione di idee, per la formazione di un codice collettivo di civilizzazione. Per conseguire questi obiettivi, nei suoi sermoni Gabriele si prende libertà linguistiche, dando alle prediche un carattere apertamente teatrale; ricorre non poche volte alla cosiddetta “facecia” (barzelletta). Gabriele compie anche, nonostante le rigidità dell'epoca, la scelta di aprirsi al dialetto. Non si esclude perciò il carattere dotto dei sermoni, che sono pur sempre densi di citazioni di autori latini, di fonti bibliche, Padri della Chiesa, autori scolastici, scrittori volgari.

Ogni omelia ha un tema annunciato. Dopo l’exordium il tema si dirama secondo lo schema tradizionale di ratio (dimostrazione razionale), auctoritate (autorità delle Sacre Scritture) ed exemplo (esempio tratto dalla storia sacra o profana). Le prediche di Gabriele offrono uno spaccato della vita della seconda metà del Quattrocento, specie dell'Italia centro settentrionale.
Circa i temi, vi sono invettive contro le ingiustizie dei ricchi nei confronti dei poveri, richiami alla necessità di osservare la legge divina, riprovazione per la rilassatezza dei costumi tra gli uomini di Chiesa.
Altre opere:
- Tabula super Bibliam
- Votum de libro De divina praeordinatione vitae et mortis humanae